# Fernando Navarro Ruiz

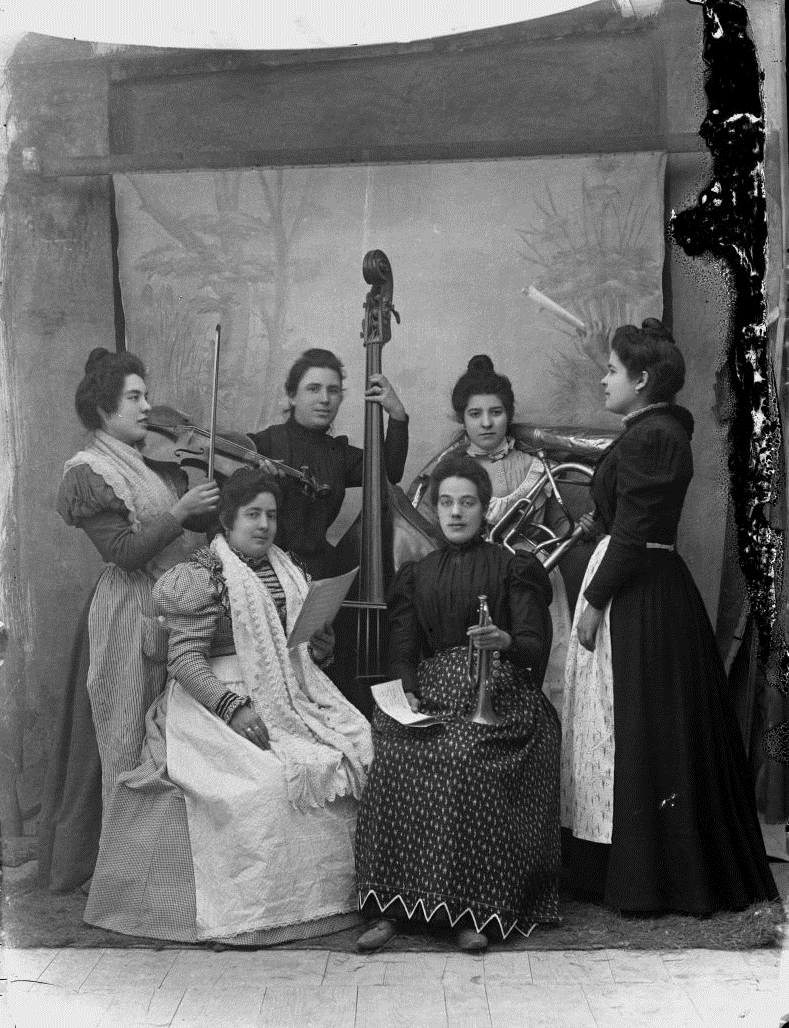
Portrétní fotografie

Fernando Navarro Ruiz (8. srpna 1867, Totana – 1944, tamtéž ) byl španělský fotograf a sochař. Celou svou profesionální kariéru rozvinul ve své rodné populaci. Svou práci fotografa střídal s aktivitami, jako je sochařství ze dřeva a truhlářství, provozování rodinného truhlářství a vlastního tiskařského lisu.

## Životopis
Narodil se ve městě Totana 8. srpna 1867.
S grantem od městské rady Totana studoval kreslení ve Valencii v roce 1890, kde se dostal do kontaktu s uměleckým prostředím města, a seznámil se se současnými trendy i s dalšími, které se rozvinuly v historii umění. Po návratu v Totaně otevřel fotografické studio s pomocí své manželky Narcisy Martínez, která měla na starosti aranžování postav a výrobu rekvizit.
Jeho fotografická aktivita populární fotografie, se zaměřovala na sociální dokumentalismus své populace a na fotografické portréty, jako mnoho jiných komerčních fotografů té doby. V jeho díle je však něco magického, co je schopno vytvářet univerzální obrazy, které původně neměly překročit lokální hranice. Důvodem je dokonalé zvládnutí estetiky, obrazové kompozice skupin, ale především jeho schopnost sladit život a smrt ve fotografii zesnulého . Jeho fotografická aktivita se rozvinula v letech 1885 až 1916,  podle teorií typických pro akademickou fotografii . Nepropadl však excesům umělosti a afektovanosti velkých představitelů tohoto proudu, které jej přibližují k méně idealizované realitě.
Na fotografické úrovni je jeho nejslavnějším dílem Skupinové portréty se zesnulým (1900), rodinný portrét prezentovaný s obrovským respektem, kde je zesnulý přítomen s dalšími příbuznými v autorově navržené kompozici. Monumentální dílo postavené podle technik již používaných v malbě ke chvále smrti slavných lidí (velkých umělců, monarchů, literárních postav, ...) má velkou tragickou hloubku, kde rozdíl mezi smrtí a životem jakoby mizí ve znacích tváří. Jako sochař vyniká jeho řezba obrazu La Purísima a Trono procesional para la Hermandad de Santa María Clofé de Totana (1890), dílo provedené s využitím modernistických forem.
V roce 1916, před rozvojem možností amatérské fotografie, opustil fotografii a svůj fotografický ateliér zavřel .
Jeho práce zůstala neznámá v mezinárodních fotografických kruzích a zapomenutá v jeho lokalitě po zavření ateliéru. Jeho rodina věděla, jak uchovat jeho odkaz v plechové krabičce na dně zásuvky. V několika pozůstatcích jeho knihovny jsou zachovány některé kopie specializovaného časopisu La Fotografía vydávaného v Madridu na počátku 20. století, což zdůrazňuje estetické a technické starosti tohoto autora. Jeho práce byla zachráněna ze zapomnění ve století XXI díky výzkumné práci, kterou pro výstavu Zachráněný obraz provedl fotograf Juan Manuel Díaz Burgos: La imagen rescatada. 1863-1940, fotografía en la Región de Murcia.

## Sbírky
- Prostředky jeho práce jsou uloženy ve Fotografickém historickém centru regionu Murcia (Cehiform), Cartagena.
- Fernando Navarro, sbírka Fotografové regionu Murcia, Murcia, 2002.

## Galerie

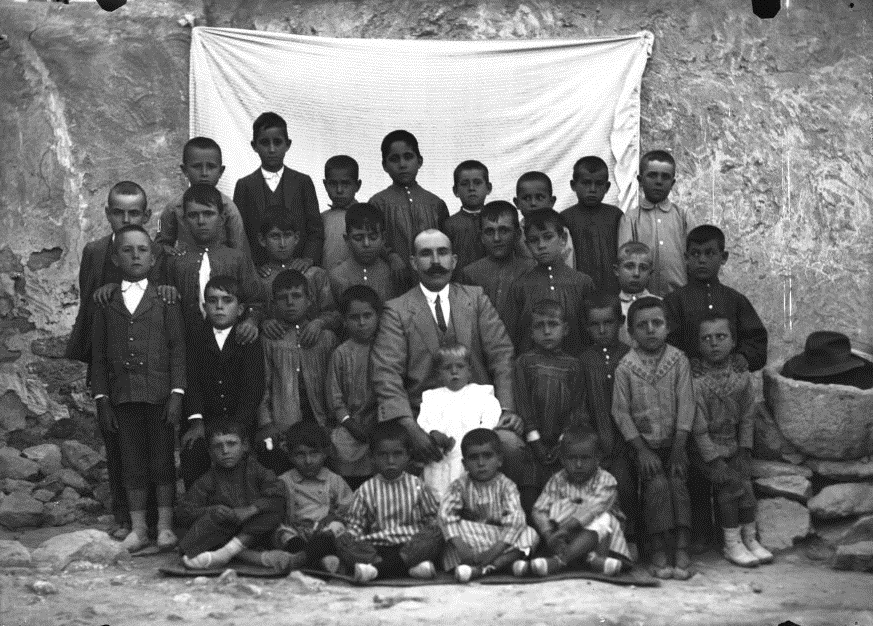
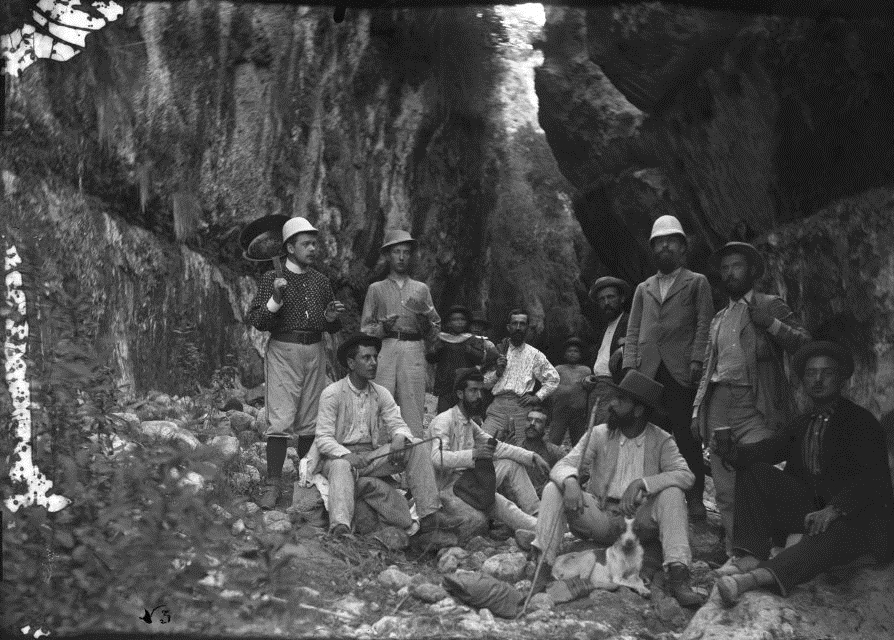
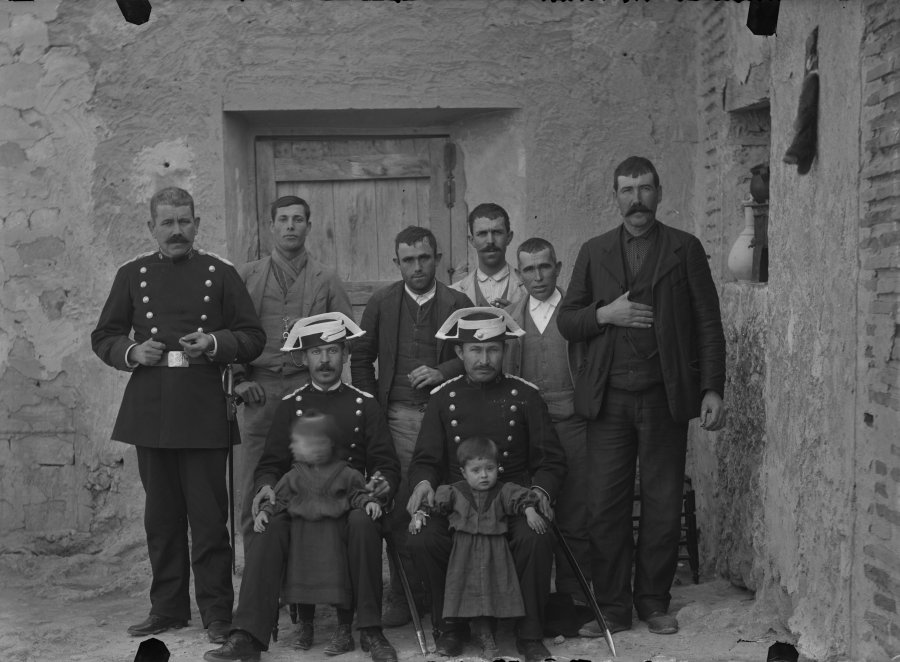
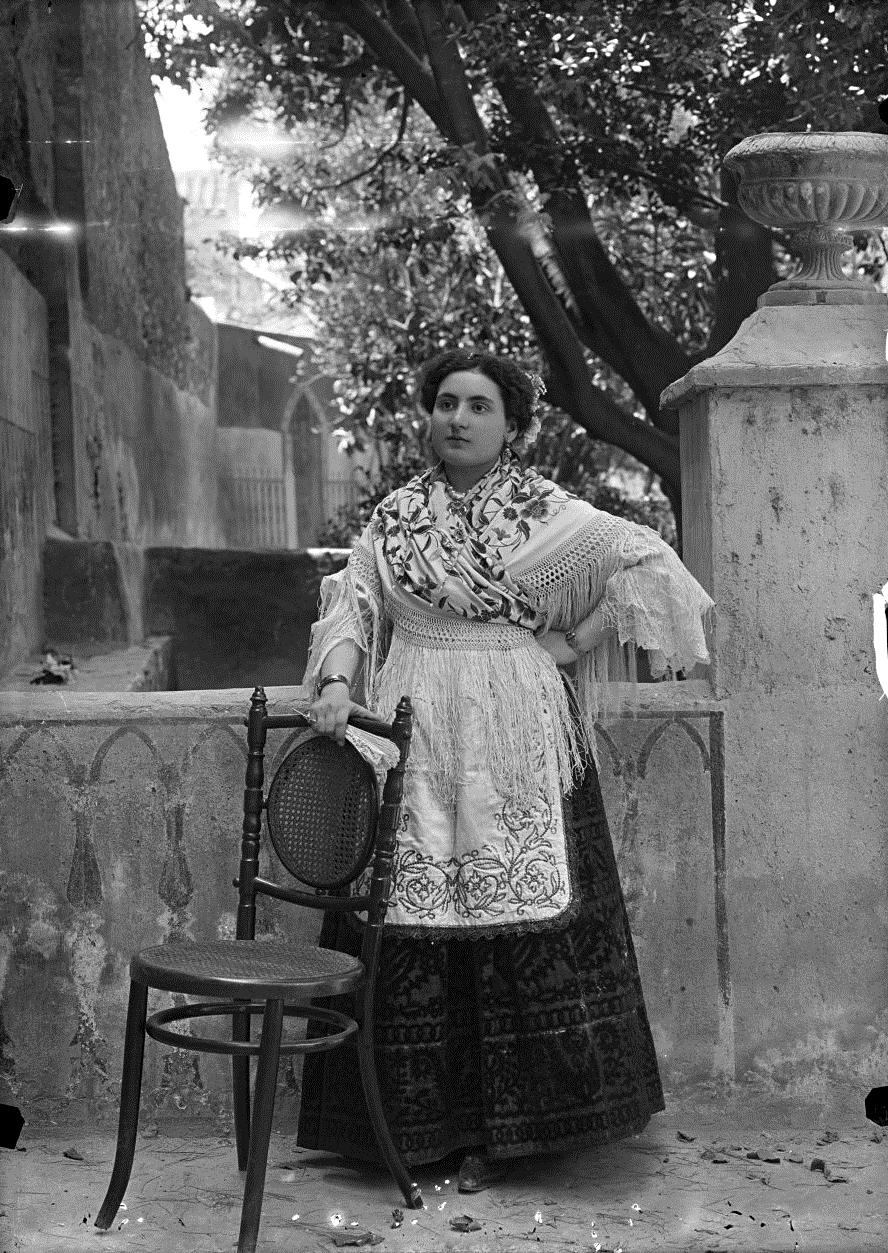
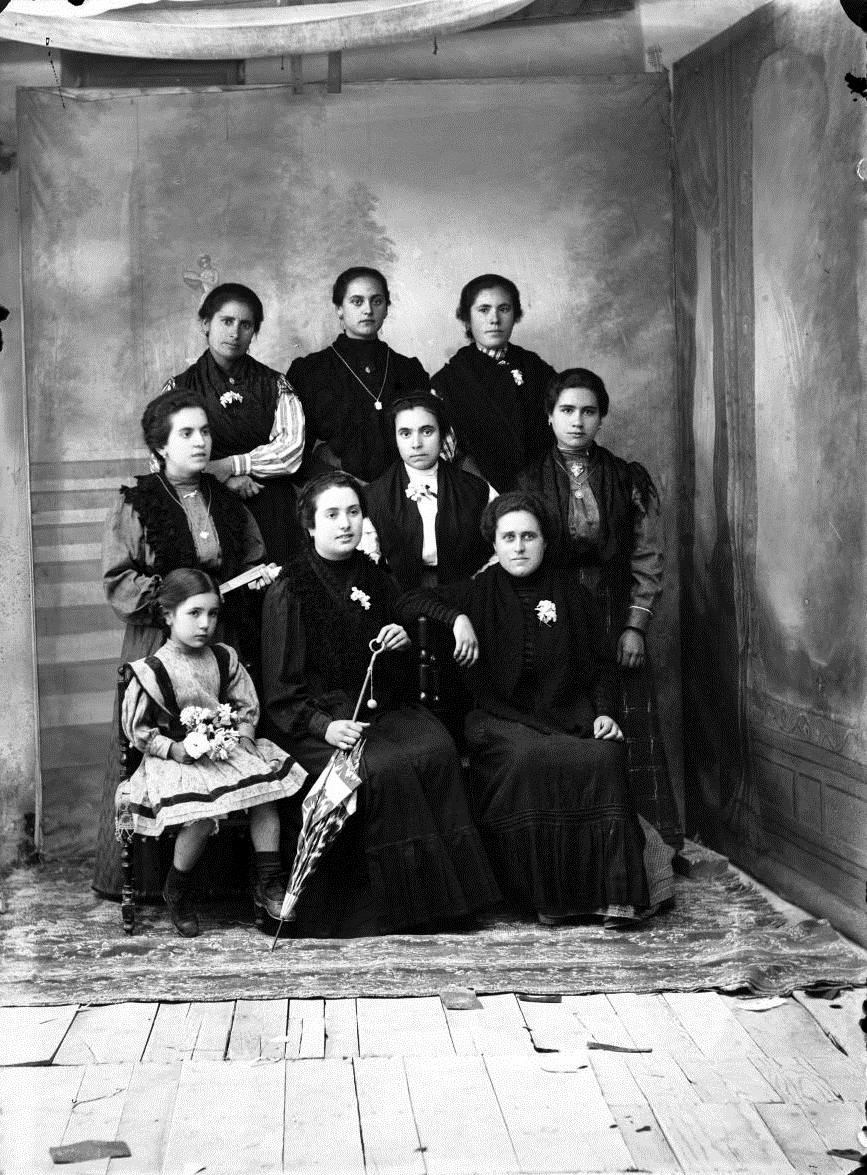
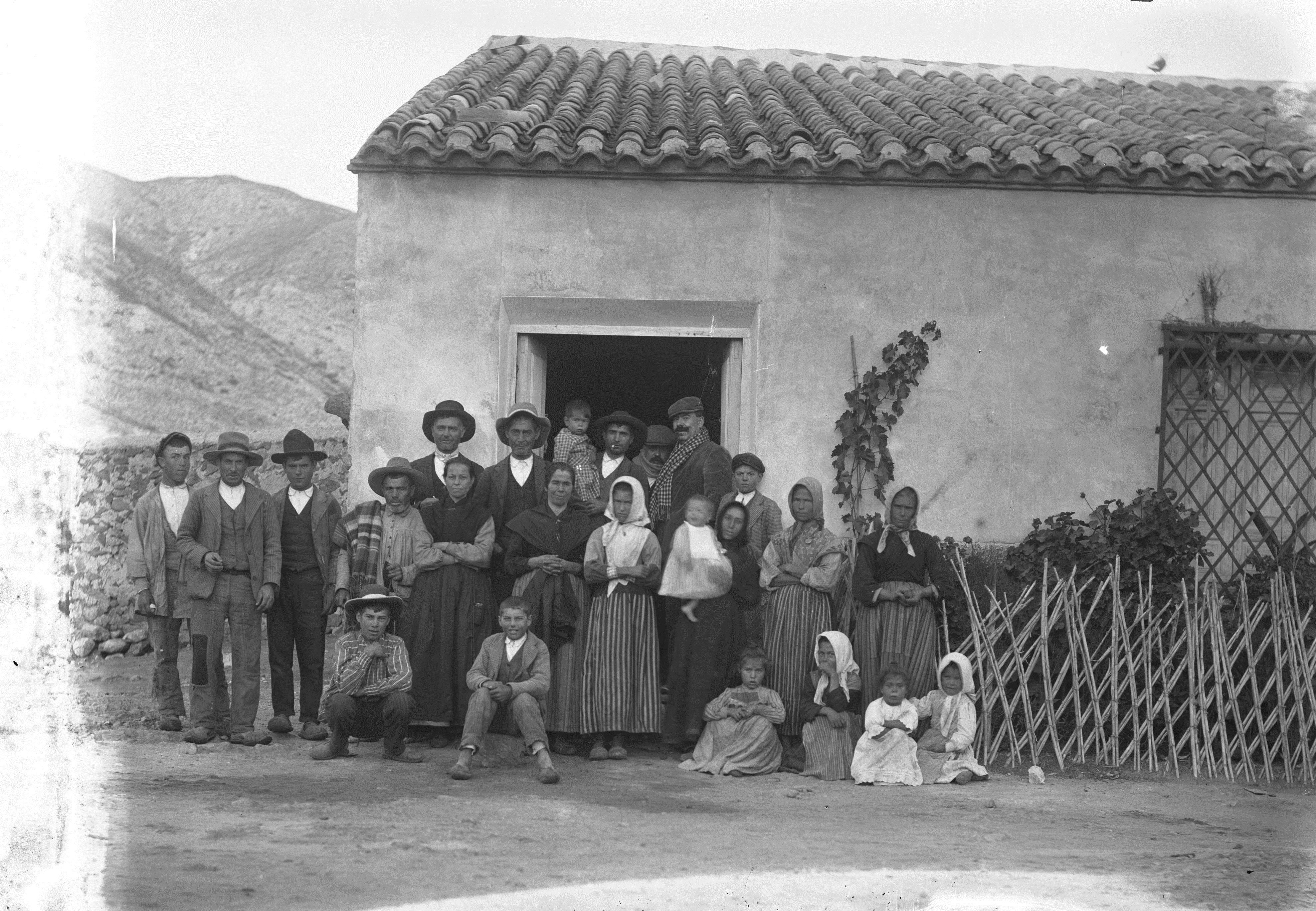
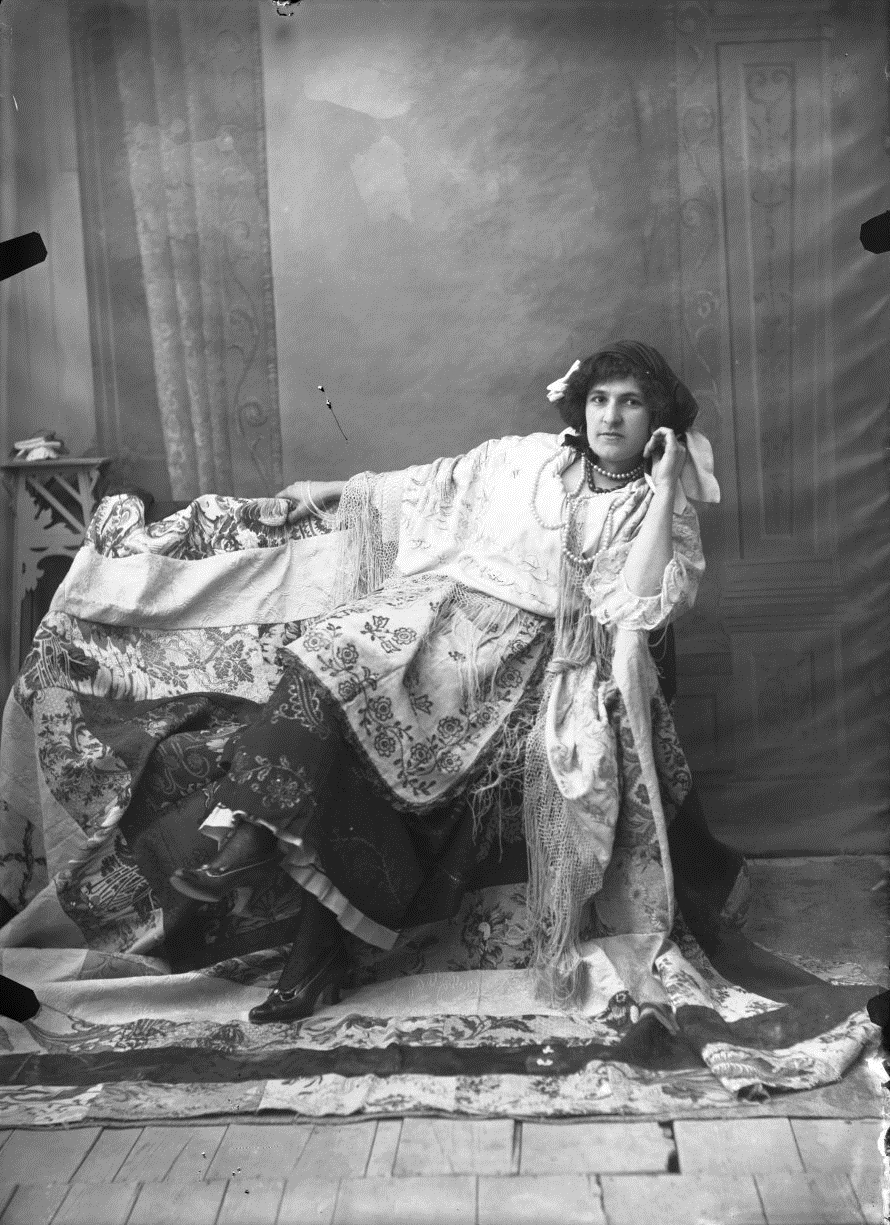
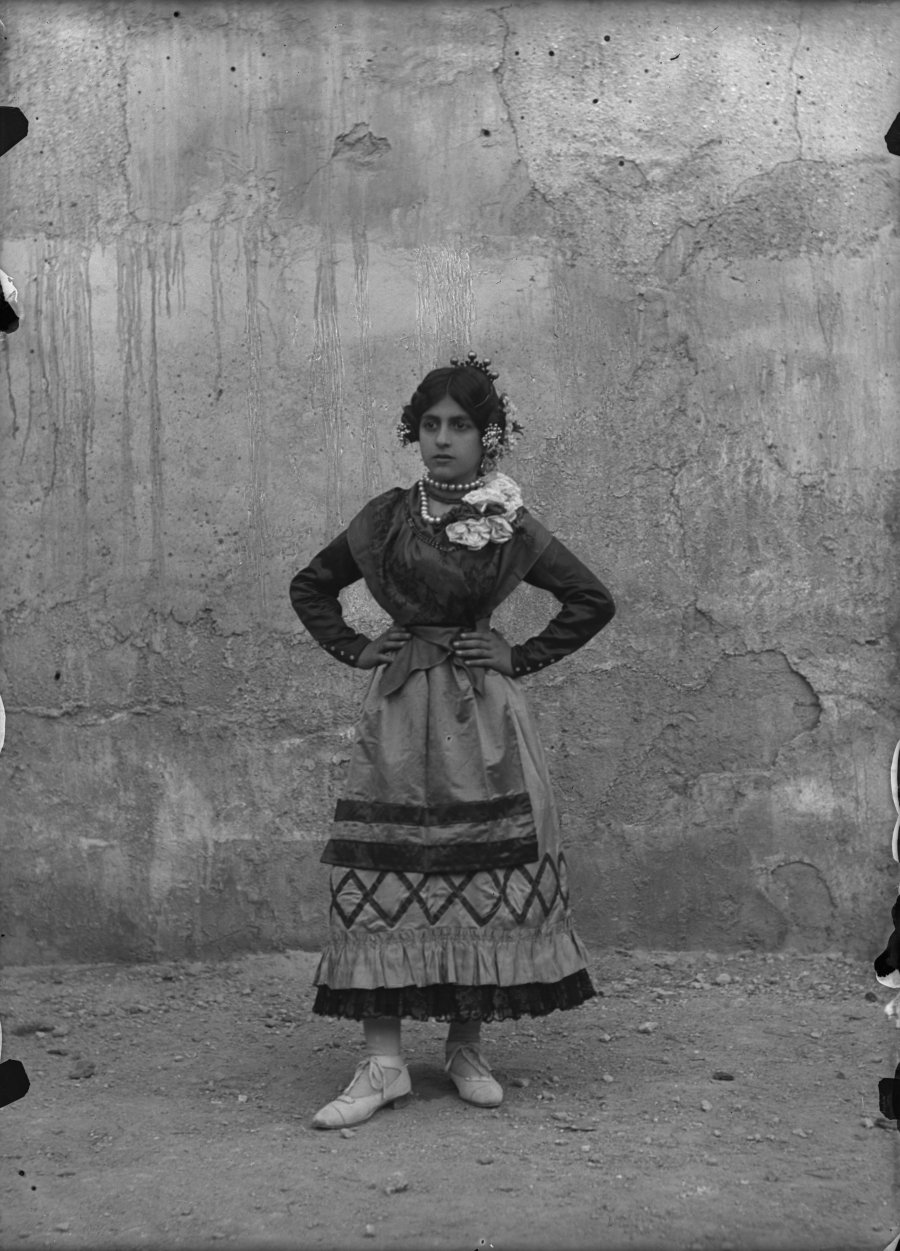